# Ентісар Елсаід
Ентісар Елсаід (або Ентессар Ель-Саїд) — єгипетська феміністка та адвокатка. Засновниця і очільниця Каїрського фонду розвитку і права, основна мета якого — боротьба проти жіночого обрізання, допомога постраждалим від домашнього насильства і розвиток сексуальної освіти.

## Діяльність
Під час пандемії COVID-19 в Єгипті почастішали випадки домашнього насильства, тому фонд Елсаід зосередив роботу в цьому напрямку. Згідно з аналітикою через карантинні заходи, введені в країні, чоловіки стали проводити більше часу вдома, не працюючи, що неминуче призвело до зростання домашнього насильства. Крім того, заходи з сексуальної освіти під час пандемії скасовані, що призвело до неможливості доступу до безпечної інформації про секс. Нарешті, відзначено, що відповідальність за забезпечення безпеки та соціальної дистанції членів сім'ї найчастіше лягає на матір. У зв'язку з цими змінами фонд Елсаід збільшив випуск навчальних матеріалів з усіх цих питань, що дозволило їм продовжити роботу, дотримуючись безпечних протоколів боротьби з пандемією COVID-19.
Елсаід виступає проти жіночого обрізання в Єгипті, де найбільше жінок серед всіх країн страждають від цієї процедури. Вона з захопленням зустріла постанову єгипетського уряду щодо накладання більш суворих вироків для засуджених за вчинення цієї процедури. Однак вона закликає культурно викорінити в суспільстві цю практику. Елсаід висловила стурбованість з приводу того, що постанова не буде дотримуватися, а вироки будуть дуже рідкісними.

Крім того, Елсаід підтримує жінок, ув'язнених за так зване «підбурювання до розпусти», які розмістили відео в TikTok. Зокрема, вона сказала:
|                       | «It is pure freedom of expression to post any videos on social media, but the society is still not understanding the changes that are creating a completely different environment and mindsets». (англ.) |  | "Публікація будь-яких відео у соціальних мережах - це просто свобода вираження думок, але суспільство все ще не розуміє змін, які створюють зовсім інші середовище та образ мислення". (рос.) |  |
| — Entessar El-Saeed . | |  | |  |